# دلگاسیایا
دلگاسیایا (به لاتین: Delgasyaya) یک منطقهٔ مسکونی در سری‌لانکا است که در استان مرکزی (سری‌لانکا) واقع شده‌است.